# La Entrada (ort i Dominikanska republiken)
La Entrada är en ort i Dominikanska republiken.   Den ligger i provinsen María Trinidad Sánchez, i den nordöstra delen av landet, 120 km norr om huvudstaden Santo Domingo. La Entrada ligger 10 meter över havet och antalet invånare är 1 112.
Terrängen runt La Entrada är platt söderut, men åt nordväst är den kuperad. Havet är nära La Entrada österut.  Närmaste större samhälle är Nagua, 19,9 km söder om La Entrada. 